# Бабиль (мухафаза)
Ба́биль (араб. بابل‎) — мухафаза в центре Ирака. Названа в честь Вавилона (араб. Бабиль), руины которого располагаются на территории провинции. Площадь — 6 468 км², население — 1 820 700 человек (2011). Административный центр — город Хилла. Другие крупные города — Эль-Мусайиб, Искандария, Махавил, Эль-Касим, Эль-Хашимия, Эль-Мадхатия, Саддат-эль-Хиндия.

## Округа
- Махавил
- Эль-Мусайиб
- Эль-Хашимия
- Эль-Хилла